# نورتوود، شهرستان لوگان، اوهایو
نورتوود (به انگلیسی: Northwood) یک منطقهٔ مسکونی در ایالات متحده آمریکا است که در شهرستان لوگان، اوهایو واقع شده‌است.